# Louis Raymond
Louis Bosman Raymond (28. června 1895 Pretorie – 30. ledna 1962 Johannesburg) byl jihoafrický tenista. Jeho největším úspěchem bylo vítězství na olympijském turnaji v Antverpách roku 1920. Nejlepším jeho výsledkem na grandslamových turnajích bylo singlové semifinále na Wimbledonu roku 1924 a semifinále ve čtyřhře tamtéž v letech 1924 a 1927. Dostal se též do wimbledonského deblového semifinále v mixu roku 1927. Hrál levou rukou.